# Rodong Sinmun
Rodong Sinmun (« Journal des travailleurs ») est un journal quotidien qui constitue l'organe officiel du Parti du travail de Corée, au pouvoir en république populaire démocratique de Corée. Publié par la Rodong News Agency, il est le quotidien le plus lu dans le pays.
Lors de sa première publication, le 1er novembre 1945, le journal a été édité sous le nom de Chongro (la « Bonne Voie »), et servait de moyen de communication pour le Bureau nord-coréen du Parti communiste de Corée. Il a pris son nom actuel en septembre 1946, lorsque le Parti du travail de Corée a regroupé les communistes coréens du nord et du sud de la péninsule. Fréquemment cité par la Korean Central News Agency (KCNA) et les médias internationaux, il est regardé comme une source d'informations et de positions officielles du gouvernement nord-coréen sur de nombreux sujets.

## Contenu
Le journal comporte généralement six pages, et les informations sont ainsi classées dans un numéro type du Rodong Sinmun :
- en première page, outre l'éditorial, la une rend souvent compte des actions du dirigeant nord-coréen,
- la deuxième page développe des articles théoriques sur le communisme,
- la troisième page met l'accent sur la politique intérieure, notamment les questions économiques,
- les trois dernières pages présentent des nouvelles nationales et surtout internationales, y compris sur la Corée du Sud, en adoptant fréquemment un ton critique à l'égard des États-Unis et du Japon.

L'éditorial, dans lequel le Parti exprime ses vues sur différents sujets, et les articles de la deuxième page, sont généralement regardés comme les informations les plus importantes. Ainsi, le 1er janvier 2006, un éditorial spécial demandait « une campagne nationale pour le retrait des troupes américaines de Corée du Sud » et il était fait plusieurs références à la réunification de la Corée, tandis que l'accent a également été mis sur l'élévation du niveau de vie.
La vie quotidienne, la télévision, la radio et les loisirs occupent une moindre place dans les colonnes du journal.

## Équipe de rédaction
La rédaction du journal compte une centaine de journalistes.
- De janvier 2010 à avril 2013, Kim Ki-ryong a été rédacteur en chef du Rodong Sinmun de janvier 2010 à avril 2013[4]

- En avril 2013, Yun U-chol est rédacteur en chef[5],[6]

- Depuis 2017, Kim Pyong-ho est rédacteur en chef[réf. nécessaire].

## Diffusion
Le Rodong Sinmun est diffusé dans les écoles, les fermes coopératives et les autres lieux de travail, où il est affiché publiquement.

## Transcription du titre
Les Sud-Coréens transcrivent le titre en Rodong Shinmun à la suite de la romanisation révisée du coréen qui change « si » en « shi ». Cependant, son nom officiel en Europe est celui utilisé par la Corée du Nord et les médias internationaux et est de fait celui basé sur la prononciation nord-coréenne. En sud-coréen, il devient Nodong Shinmun.